# Người ấy là ai (mùa 3)
Mùa thứ ba của chương trình Người ấy là ai do Đài Truyền hình Thành phố Hồ Chí Minh và công ty Vie Channel phối hợp thực hiện, được phát sóng trên kênh HTV2 - Vie Channel, Vie GIẢITRÍ - VTVCab 1 từ ngày 8 tháng 5 năm 2020 đến ngày 21 tháng 8 năm 2020.

## Tổng quan và luật chơi
Mỗi tập phát sóng có một người chơi là nữ chính và 5 chàng trai. Họ sẽ trải qua ba vòng chơi để lựa chọn ra một chàng trai phù hợp cho nữ chính của tập đó. Cụ thể:

### Vòng 1
Từng chàng trai sẽ xuất hiện và giới thiệu về bản thân mình thông qua một đoạn clip ngắn. Sau khi giới thiệu xong, ban cố vấn sẽ đưa ra những nhận định về người đó và từng cố vấn sẽ cầm lên 1 chiếc bảng màu xanh lá cây, đỏ hoặc tím để dự đoán người ấy là người độc thân, đã có chủ hoặc thuộc giới tính thứ 3. Khán giả tại trường quay sẽ dự đoán qua một ứng dụng trên điện thoại, kết quả dự đoán sẽ được hiển thị trên màn hình theo tỷ lệ phần trăm. Cuối vòng này, nữ chính sẽ phải loại đi một chàng trai mà mình cho là không phù hợp nhất.
Lưu ý: Những chàng trai không được phép nói trong suốt vòng này và vòng 2.

### Vòng 2
Sẽ có một trò chơi cho bốn chàng trai còn lại thể hiện đặc điểm của bản thân mình với sự hỗ trợ từ ban cố vấn. Kết thúc vòng chơi này, ban cố vấn và khán giả sẽ dự đoán về từng nhân vật (cách thức tương tự như vòng 1). Cuối vòng này, nữ chính sẽ phải tiếp tục loại đi một người mà cô ta cảm thấy không phù hợp nhất với mình.

### Vòng 3
Trong vòng chơi này, mỗi chàng trai còn lại sẽ có một hashtag của riêng mình. Đối với mỗi hashtag mà mỗi chàng trai cung cấp, ban cố vấn và người chơi sẽ có một thời gian để hỏi đáp người đó theo chủ đề tương ứng với hashtag. Chỉ tại thời điểm này trong vòng chơi, mỗi người mới có thể trả lời câu hỏi mà ban cố vấn đặt ra. Kết thúc các phiên hỏi đáp với các chàng trai, ban cố vấn sẽ tư vấn cho nữ chính để nữ chính có thể lựa chọn đúng chàng trai độc thân phù hợp.

### Giai đoạn quyết định
Các chàng trai sẽ quay trở lại sân khấu và mỗi người sẽ có một thời gian ngắn để thuyết phục nữ chính chọn mình. Khán giả trong trường quay sẽ bình chọn trên điện thoại cho người mà mình cho rằng sẽ là người mà nữ chính sẽ lựa chọn; kết quả bình chọn của khán giả sẽ được hiển thị trên màn hình dưới dạng phần trăm bình chọn.
Nhiệm vụ của nữ chính là phải lựa chọn một chàng trai duy nhất trong số ba chàng trai trên sân khấu bằng cách trao bó hoa do chương trình cung cấp tặng cho người mà người chơi muốn lựa chọn. Đây là khoảnh khắc quan trọng nhất trong chương trình này.

### Phần lộ diện
Các chàng trai bị loại ở vòng 1, 2 hoặc sau khi người chơi đưa ra quyết định của mình trong vòng 3 sẽ xuất hiện trong phần này bằng một tiết mục đã được chuẩn bị trước. Trước khi người đó bắt đầu tiết mục của mình, ban cố vấn và người chơi sẽ dự đoán rằng người ấy độc thân, đã có chủ hoặc thuộc giới tính thứ 3 (gần giống như vòng 1). Trong quá trình thực hiện tiết mục của mình, chàng trai đó phải cho khán giả biết rằng mình đã có chủ, độc thân hoặc thuộc giới tính thứ 3. Đèn trong sân khấu cũng sẽ thay đổi dựa trên danh tính cuối cùng của người ấy, cụ thể đèn trong sân khấu sẽ chuyển thành:
- màu xanh lá cây, nếu người ấy độc thân;
- màu đỏ, nếu người ấy đã có chủ (tức là đã có vợ/người yêu);
- màu tím, nếu người ấy thuộc giới tính thứ 3.

## Đối tượng tham gia
- Nữ chính: Những người phụ nữ còn độc thân và muốn đi tìm tình yêu cho bản thân.
- Các chàng trai: Những người độc thân, đã có chủ hoặc thuộc giới tính thứ 3.
- Ban bình luận, cố vấn: Các nghệ sĩ và nhân vật nổi tiếng, với cố vấn xuyên suốt là MC Trấn Thành và ca sĩ Hương Giang (trừ các tập 13, 14)[b].

Các nữ chính và chàng trai tham dự chương trình đã được lựa chọn từ các buổi tuyển chọn diễn ra trước khi chương trình được ghi hình.

## Các tập phát sóng
Lưu ý: Những chàng trai được in đậm là chàng trai được nhân vật chính lựa chọn.
Màu sắc và ký hiệu sử dụng trong bảng:

     Đã có chủ

     Độc thân

     LGBT
(†): Đã qua đời 

(n): Đã từng tham gia, với n là tổng số lần tham gia
| Tập                 | Ngày phát sóng                           | Nhân vật chính  | Ban cố vấn                                                      | Các ứng viên   | Ghi chú | TK     |
| ------------------- | ---------------------------------------- | --------------- | --------------------------------------------------------------- | -------------- | --- | ------ |
| 1                   | 8 tháng 5 năm 2020                       | Thanh Quỳnh     | Hương Giang Lukkade Metinee (3) Tóc Tiên (2) Đức Phúc (2)       | Pre            | | [ 2 ]  |
| 1                   | 8 tháng 5 năm 2020                       | Thanh Quỳnh     | Hương Giang Lukkade Metinee (3) Tóc Tiên (2) Đức Phúc (2)       | Christ         | | [ 2 ]  |
| 1                   | 8 tháng 5 năm 2020                       | Thanh Quỳnh     | Hương Giang Lukkade Metinee (3) Tóc Tiên (2) Đức Phúc (2)       | Tấn Phát       | | [ 2 ]  |
| 1                   | 8 tháng 5 năm 2020                       | Thanh Quỳnh     | Hương Giang Lukkade Metinee (3) Tóc Tiên (2) Đức Phúc (2)       | Alan Phạm      | | [ 2 ]  |
| 1                   | 8 tháng 5 năm 2020                       | Thanh Quỳnh     | Hương Giang Lukkade Metinee (3) Tóc Tiên (2) Đức Phúc (2)       | Trọng Anh      | | [ 2 ]  |
| 2                   | 15 tháng 5 năm 2020                      | Diễm Quỳnh      | Hương Giang Trịnh Thăng Bình (2) Midu Mạc Văn Khoa (3)          | Hoàng Phương   | Chàng trai Nam Phạm tiết lộ trong chương trình rằng mình là người độc thân. Tuy nhiên, sau khi tập này được phát sóng, nhiều khán giả phát hiện ra rằng Nam Phạm từng tham gia 1 chương trình hẹn hò khác. | [ 3 ]  |
| 2                   | 15 tháng 5 năm 2020                      | Diễm Quỳnh      | Hương Giang Trịnh Thăng Bình (2) Midu Mạc Văn Khoa (3)          | Luân Vũ        | Chàng trai Nam Phạm tiết lộ trong chương trình rằng mình là người độc thân. Tuy nhiên, sau khi tập này được phát sóng, nhiều khán giả phát hiện ra rằng Nam Phạm từng tham gia 1 chương trình hẹn hò khác. | [ 3 ]  |
| 2                   | 15 tháng 5 năm 2020                      | Diễm Quỳnh      | Hương Giang Trịnh Thăng Bình (2) Midu Mạc Văn Khoa (3)          | Việt Hoàng     | Chàng trai Nam Phạm tiết lộ trong chương trình rằng mình là người độc thân. Tuy nhiên, sau khi tập này được phát sóng, nhiều khán giả phát hiện ra rằng Nam Phạm từng tham gia 1 chương trình hẹn hò khác. | [ 3 ]  |
| 2                   | 15 tháng 5 năm 2020                      | Diễm Quỳnh      | Hương Giang Trịnh Thăng Bình (2) Midu Mạc Văn Khoa (3)          | Nam Phạm       | Chàng trai Nam Phạm tiết lộ trong chương trình rằng mình là người độc thân. Tuy nhiên, sau khi tập này được phát sóng, nhiều khán giả phát hiện ra rằng Nam Phạm từng tham gia 1 chương trình hẹn hò khác. | [ 3 ]  |
| 2                   | 15 tháng 5 năm 2020                      | Diễm Quỳnh      | Hương Giang Trịnh Thăng Bình (2) Midu Mạc Văn Khoa (3)          | Nghĩa Bình     | Chàng trai Nam Phạm tiết lộ trong chương trình rằng mình là người độc thân. Tuy nhiên, sau khi tập này được phát sóng, nhiều khán giả phát hiện ra rằng Nam Phạm từng tham gia 1 chương trình hẹn hò khác. | [ 3 ]  |
| 3                   | 22 tháng 5 năm 2020                      | Thanh Khoa      | Hương Giang Anh Đức (6) Miu Lê (2) Anh Tú Atus (3)              | Quốc Đạt       | Ở tập phát sóng này, Michael Trương bị khán giả tố là nói dối trên sóng truyền hình. Một số khán giả còn đưa bằng chứng anh chưa ly hôn khi có mặt trong chương trình. Trên Facebook cá nhân, anh chính thức lên tiếng xin lỗi vì đã không trung thực về cuộc hôn nhân của mình.                                   | [ 4 ]  |
| 3                   | 22 tháng 5 năm 2020                      | Thanh Khoa      | Hương Giang Anh Đức (6) Miu Lê (2) Anh Tú Atus (3)              | Tiến Anh       | Ở tập phát sóng này, Michael Trương bị khán giả tố là nói dối trên sóng truyền hình. Một số khán giả còn đưa bằng chứng anh chưa ly hôn khi có mặt trong chương trình. Trên Facebook cá nhân, anh chính thức lên tiếng xin lỗi vì đã không trung thực về cuộc hôn nhân của mình.                                   | [ 4 ]  |
| 3                   | 22 tháng 5 năm 2020                      | Thanh Khoa      | Hương Giang Anh Đức (6) Miu Lê (2) Anh Tú Atus (3)              | Emmanuel       | Ở tập phát sóng này, Michael Trương bị khán giả tố là nói dối trên sóng truyền hình. Một số khán giả còn đưa bằng chứng anh chưa ly hôn khi có mặt trong chương trình. Trên Facebook cá nhân, anh chính thức lên tiếng xin lỗi vì đã không trung thực về cuộc hôn nhân của mình.                                   | [ 4 ]  |
| 3                   | 22 tháng 5 năm 2020                      | Thanh Khoa      | Hương Giang Anh Đức (6) Miu Lê (2) Anh Tú Atus (3)              | Michael Trương | Ở tập phát sóng này, Michael Trương bị khán giả tố là nói dối trên sóng truyền hình. Một số khán giả còn đưa bằng chứng anh chưa ly hôn khi có mặt trong chương trình. Trên Facebook cá nhân, anh chính thức lên tiếng xin lỗi vì đã không trung thực về cuộc hôn nhân của mình.                                   | [ 4 ]  |
| 3                   | 22 tháng 5 năm 2020                      | Thanh Khoa      | Hương Giang Anh Đức (6) Miu Lê (2) Anh Tú Atus (3)              | Minh Trí       | Ở tập phát sóng này, Michael Trương bị khán giả tố là nói dối trên sóng truyền hình. Một số khán giả còn đưa bằng chứng anh chưa ly hôn khi có mặt trong chương trình. Trên Facebook cá nhân, anh chính thức lên tiếng xin lỗi vì đã không trung thực về cuộc hôn nhân của mình.                                   | [ 4 ]  |
| 4                   | 29 tháng 5 năm 2020                      | Huyền Thoại     | Hương Giang Lukkade Metinee (4) Trương Thế Vinh (3) Bảo Anh (2) | Ngọc Anh       | Chàng trai Ngọc Anh trong tập này bị cộng đồng mạng tìm ra một số "bằng chứng" chứng minh rằng anh không phải là một chàng trai độc thân như chia sẻ trên sóng truyền hình. | [ 5 ]  |
| 4                   | 29 tháng 5 năm 2020                      | Huyền Thoại     | Hương Giang Lukkade Metinee (4) Trương Thế Vinh (3) Bảo Anh (2) | Mạnh Tùng      | Chàng trai Ngọc Anh trong tập này bị cộng đồng mạng tìm ra một số "bằng chứng" chứng minh rằng anh không phải là một chàng trai độc thân như chia sẻ trên sóng truyền hình. | [ 5 ]  |
| 4                   | 29 tháng 5 năm 2020                      | Huyền Thoại     | Hương Giang Lukkade Metinee (4) Trương Thế Vinh (3) Bảo Anh (2) | Hải Đoàn       | Chàng trai Ngọc Anh trong tập này bị cộng đồng mạng tìm ra một số "bằng chứng" chứng minh rằng anh không phải là một chàng trai độc thân như chia sẻ trên sóng truyền hình. | [ 5 ]  |
| 4                   | 29 tháng 5 năm 2020                      | Huyền Thoại     | Hương Giang Lukkade Metinee (4) Trương Thế Vinh (3) Bảo Anh (2) | Tommy Trần     | Chàng trai Ngọc Anh trong tập này bị cộng đồng mạng tìm ra một số "bằng chứng" chứng minh rằng anh không phải là một chàng trai độc thân như chia sẻ trên sóng truyền hình. | [ 5 ]  |
| 4                   | 29 tháng 5 năm 2020                      | Huyền Thoại     | Hương Giang Lukkade Metinee (4) Trương Thế Vinh (3) Bảo Anh (2) | Huy Phan       | Chàng trai Ngọc Anh trong tập này bị cộng đồng mạng tìm ra một số "bằng chứng" chứng minh rằng anh không phải là một chàng trai độc thân như chia sẻ trên sóng truyền hình. | [ 5 ]  |
| 5                   | 5 tháng 6 năm 2020                       | Cara Phương     | Hương Giang Hòa Minzy Đức Phúc (3) Erik (2)                     | Thanh Lâm      | | [ 6 ]  |
| 5                   | 5 tháng 6 năm 2020                       | Cara Phương     | Hương Giang Hòa Minzy Đức Phúc (3) Erik (2)                     | Gia Bảo        | | [ 6 ]  |
| 5                   | 5 tháng 6 năm 2020                       | Cara Phương     | Hương Giang Hòa Minzy Đức Phúc (3) Erik (2)                     | Noway          | | [ 6 ]  |
| 5                   | 5 tháng 6 năm 2020                       | Cara Phương     | Hương Giang Hòa Minzy Đức Phúc (3) Erik (2)                     | Yura Po        | | [ 6 ]  |
| 5                   | 5 tháng 6 năm 2020                       | Cara Phương     | Hương Giang Hòa Minzy Đức Phúc (3) Erik (2)                     | Trọng Khanh    | | [ 6 ]  |
| 6                   | 12 tháng 6 năm 2020                      | Kiều Ly         | Hương Giang Khả Ngân Jun Phạm Minh Hằng (2)                     | Minh Quân      | | [ 7 ]  |
| 6                   | 12 tháng 6 năm 2020                      | Kiều Ly         | Hương Giang Khả Ngân Jun Phạm Minh Hằng (2)                     | Công Sắt       | | [ 7 ]  |
| 6                   | 12 tháng 6 năm 2020                      | Kiều Ly         | Hương Giang Khả Ngân Jun Phạm Minh Hằng (2)                     | Nhật Linh      | | [ 7 ]  |
| 6                   | 12 tháng 6 năm 2020                      | Kiều Ly         | Hương Giang Khả Ngân Jun Phạm Minh Hằng (2)                     | Trực Nguyễn    | | [ 7 ]  |
| 6                   | 12 tháng 6 năm 2020                      | Kiều Ly         | Hương Giang Khả Ngân Jun Phạm Minh Hằng (2)                     | Trọng Hiếu     | | [ 7 ]  |
| 7                   | 19 tháng 6 năm 2020                      | Hà An           | Hương Giang Quang Trung Khả Như (2) Trọng Hiếu                  | Hồng Sơn       | Trong tập này, Trấn Thành giải thích cho khán giả rằng người chuyển giới nữ chỉ yêu trai thẳng chứ không yêu màu tím và Hương Giang đồng ý với điều này. | [ 8 ]  |
| 7                   | 19 tháng 6 năm 2020                      | Hà An           | Hương Giang Quang Trung Khả Như (2) Trọng Hiếu                  | Quốc Đạt       | Trong tập này, Trấn Thành giải thích cho khán giả rằng người chuyển giới nữ chỉ yêu trai thẳng chứ không yêu màu tím và Hương Giang đồng ý với điều này. | [ 8 ]  |
| 7                   | 19 tháng 6 năm 2020                      | Hà An           | Hương Giang Quang Trung Khả Như (2) Trọng Hiếu                  | Gia Huy        | Trong tập này, Trấn Thành giải thích cho khán giả rằng người chuyển giới nữ chỉ yêu trai thẳng chứ không yêu màu tím và Hương Giang đồng ý với điều này. | [ 8 ]  |
| 7                   | 19 tháng 6 năm 2020                      | Hà An           | Hương Giang Quang Trung Khả Như (2) Trọng Hiếu                  | Thanh Sơn      | Trong tập này, Trấn Thành giải thích cho khán giả rằng người chuyển giới nữ chỉ yêu trai thẳng chứ không yêu màu tím và Hương Giang đồng ý với điều này. | [ 8 ]  |
| 7                   | 19 tháng 6 năm 2020                      | Hà An           | Hương Giang Quang Trung Khả Như (2) Trọng Hiếu                  | Việt Anh       | Trong tập này, Trấn Thành giải thích cho khán giả rằng người chuyển giới nữ chỉ yêu trai thẳng chứ không yêu màu tím và Hương Giang đồng ý với điều này. | [ 8 ]  |
| 8                   | 26 tháng 6 năm 2020                      | Thanh Tâm       | Hương Giang Lan Phương Huỳnh Lập Gil Lê (2)                     | Quang Lâm      | Chàng trai Quang Lâm bị tố là nói dối trên truyền hình khi những người quen biết anh khẳng định anh đã có người yêu nhưng anh vẫn nhận mình độc thân khi tham gia chương trình. | [ 9 ]  |
| 8                   | 26 tháng 6 năm 2020                      | Thanh Tâm       | Hương Giang Lan Phương Huỳnh Lập Gil Lê (2)                     | Quốc Phong     | Chàng trai Quang Lâm bị tố là nói dối trên truyền hình khi những người quen biết anh khẳng định anh đã có người yêu nhưng anh vẫn nhận mình độc thân khi tham gia chương trình. | [ 9 ]  |
| 8                   | 26 tháng 6 năm 2020                      | Thanh Tâm       | Hương Giang Lan Phương Huỳnh Lập Gil Lê (2)                     | Stephen        | Chàng trai Quang Lâm bị tố là nói dối trên truyền hình khi những người quen biết anh khẳng định anh đã có người yêu nhưng anh vẫn nhận mình độc thân khi tham gia chương trình. | [ 9 ]  |
| 8                   | 26 tháng 6 năm 2020                      | Thanh Tâm       | Hương Giang Lan Phương Huỳnh Lập Gil Lê (2)                     | Chí Diễn       | Chàng trai Quang Lâm bị tố là nói dối trên truyền hình khi những người quen biết anh khẳng định anh đã có người yêu nhưng anh vẫn nhận mình độc thân khi tham gia chương trình. | [ 9 ]  |
| 8                   | 26 tháng 6 năm 2020                      | Thanh Tâm       | Hương Giang Lan Phương Huỳnh Lập Gil Lê (2)                     | Minh Luân      | Chàng trai Quang Lâm bị tố là nói dối trên truyền hình khi những người quen biết anh khẳng định anh đã có người yêu nhưng anh vẫn nhận mình độc thân khi tham gia chương trình. | [ 9 ]  |
| 9                   | 3 tháng 7 năm 2020                       | Nhã Uyên        | Hương Giang Văn Mai Hương Thanh Duy (2) Khánh Thi (2)           | Phạm Giàu      | | [ 10 ] |
| 9                   | 3 tháng 7 năm 2020                       | Nhã Uyên        | Hương Giang Văn Mai Hương Thanh Duy (2) Khánh Thi (2)           | Quốc Hiệu      | | [ 10 ] |
| 9                   | 3 tháng 7 năm 2020                       | Nhã Uyên        | Hương Giang Văn Mai Hương Thanh Duy (2) Khánh Thi (2)           | Đông Khuê      | | [ 10 ] |
| 9                   | 3 tháng 7 năm 2020                       | Nhã Uyên        | Hương Giang Văn Mai Hương Thanh Duy (2) Khánh Thi (2)           | Trường Hải     | | [ 10 ] |
| 9                   | 3 tháng 7 năm 2020                       | Nhã Uyên        | Hương Giang Văn Mai Hương Thanh Duy (2) Khánh Thi (2)           | Tiến Đức       | | [ 10 ] |
| 10                  | 10 tháng 7 năm 2020                      | Phương Linh     | Hương Giang Quang Trung (2) Ali Hoàng Dương Trúc Nhân (2)       | Gia Huy        | Trong tập này, Hoàng Tâm xuất hiện với danh tính là một người độc thân. Tuy nhiên, không lâu sau, nhiều người nhận ra và khẳng định anh thường xuyên xuất hiện trong nhóm của cộng đồng LGBT. | [ 11 ] |
| 10                  | 10 tháng 7 năm 2020                      | Phương Linh     | Hương Giang Quang Trung (2) Ali Hoàng Dương Trúc Nhân (2)       | Long Hải       | Trong tập này, Hoàng Tâm xuất hiện với danh tính là một người độc thân. Tuy nhiên, không lâu sau, nhiều người nhận ra và khẳng định anh thường xuyên xuất hiện trong nhóm của cộng đồng LGBT. | [ 11 ] |
| 10                  | 10 tháng 7 năm 2020                      | Phương Linh     | Hương Giang Quang Trung (2) Ali Hoàng Dương Trúc Nhân (2)       | Hoàng Tâm      | Trong tập này, Hoàng Tâm xuất hiện với danh tính là một người độc thân. Tuy nhiên, không lâu sau, nhiều người nhận ra và khẳng định anh thường xuyên xuất hiện trong nhóm của cộng đồng LGBT. | [ 11 ] |
| 10                  | 10 tháng 7 năm 2020                      | Phương Linh     | Hương Giang Quang Trung (2) Ali Hoàng Dương Trúc Nhân (2)       | Khắc Thế       | Trong tập này, Hoàng Tâm xuất hiện với danh tính là một người độc thân. Tuy nhiên, không lâu sau, nhiều người nhận ra và khẳng định anh thường xuyên xuất hiện trong nhóm của cộng đồng LGBT. | [ 11 ] |
| 10                  | 10 tháng 7 năm 2020                      | Phương Linh     | Hương Giang Quang Trung (2) Ali Hoàng Dương Trúc Nhân (2)       | Tuấn Anh       | Trong tập này, Hoàng Tâm xuất hiện với danh tính là một người độc thân. Tuy nhiên, không lâu sau, nhiều người nhận ra và khẳng định anh thường xuyên xuất hiện trong nhóm của cộng đồng LGBT. | [ 11 ] |
| 11                  | 17 tháng 7 năm 2020                      | Mina Nguyễn     | Hương Giang Võ Hoàng Yến Thùy Dung (2) Phan Mạnh Quỳnh          | Hoàng Bách     | | [ 12 ] |
| 11                  | 17 tháng 7 năm 2020                      | Mina Nguyễn     | Hương Giang Võ Hoàng Yến Thùy Dung (2) Phan Mạnh Quỳnh          | Mã Lộc         | | [ 12 ] |
| 11                  | 17 tháng 7 năm 2020                      | Mina Nguyễn     | Hương Giang Võ Hoàng Yến Thùy Dung (2) Phan Mạnh Quỳnh          | Nguyễn Đạt     | | [ 12 ] |
| 11                  | 17 tháng 7 năm 2020                      | Mina Nguyễn     | Hương Giang Võ Hoàng Yến Thùy Dung (2) Phan Mạnh Quỳnh          | Phan Lê        | | [ 12 ] |
| 11                  | 17 tháng 7 năm 2020                      | Mina Nguyễn     | Hương Giang Võ Hoàng Yến Thùy Dung (2) Phan Mạnh Quỳnh          | Công Thành     | | [ 12 ] |
| 12                  | 24 tháng 7 năm 2020                      | Thiên Tâm       | Hương Giang Phương Lan Chi Dân Diệu Nhi (2)                     | Văn Tiến       | Trong tập này, Văn Tiến tiết lộ anh đã ly dị vợ, có con gái và đang hẹn hò với Thanh Nhàn. Cặp đôi này cho biết họ từng là bạn bè, đều đổ vỡ hôn nhân và sau đó đến với nhau khi không còn ràng buộc. | [ 13 ] |
| 12                  | 24 tháng 7 năm 2020                      | Thiên Tâm       | Hương Giang Phương Lan Chi Dân Diệu Nhi (2)                     | Minh Đăng      | Trong tập này, Văn Tiến tiết lộ anh đã ly dị vợ, có con gái và đang hẹn hò với Thanh Nhàn. Cặp đôi này cho biết họ từng là bạn bè, đều đổ vỡ hôn nhân và sau đó đến với nhau khi không còn ràng buộc. | [ 13 ] |
| 12                  | 24 tháng 7 năm 2020                      | Thiên Tâm       | Hương Giang Phương Lan Chi Dân Diệu Nhi (2)                     | Billy Phạm     | Trong tập này, Văn Tiến tiết lộ anh đã ly dị vợ, có con gái và đang hẹn hò với Thanh Nhàn. Cặp đôi này cho biết họ từng là bạn bè, đều đổ vỡ hôn nhân và sau đó đến với nhau khi không còn ràng buộc. | [ 13 ] |
| 12                  | 24 tháng 7 năm 2020                      | Thiên Tâm       | Hương Giang Phương Lan Chi Dân Diệu Nhi (2)                     | Anh Duy        | Trong tập này, Văn Tiến tiết lộ anh đã ly dị vợ, có con gái và đang hẹn hò với Thanh Nhàn. Cặp đôi này cho biết họ từng là bạn bè, đều đổ vỡ hôn nhân và sau đó đến với nhau khi không còn ràng buộc. | [ 13 ] |
| 12                  | 24 tháng 7 năm 2020                      | Thiên Tâm       | Hương Giang Phương Lan Chi Dân Diệu Nhi (2)                     | Justin Young   | Trong tập này, Văn Tiến tiết lộ anh đã ly dị vợ, có con gái và đang hẹn hò với Thanh Nhàn. Cặp đôi này cho biết họ từng là bạn bè, đều đổ vỡ hôn nhân và sau đó đến với nhau khi không còn ràng buộc. | [ 13 ] |
| 13-14: Tập đặc biệt | 31 tháng 7 năm 2020 – 7 tháng 8 năm 2020 | Hương Giang (2) | Đức Phúc (4) Hòa Minzy (2) Gil Lê (3) ViruSs Ngô Kiến Huy (2)   | Phú Thịnh      | Hương Giang - Matt Liu là cặp đôi đầu tiên và duy nhất tính đến thời điểm hiện tại trong các tập đặc biệt (kéo dài hai tập) của Người ấy là ai kết đôi thành công. | [ 14 ] |
| 13-14: Tập đặc biệt | 31 tháng 7 năm 2020 – 7 tháng 8 năm 2020 | Hương Giang (2) | Đức Phúc (4) Hòa Minzy (2) Gil Lê (3) ViruSs Ngô Kiến Huy (2)   | Hoàng Thiệu    | Hương Giang - Matt Liu là cặp đôi đầu tiên và duy nhất tính đến thời điểm hiện tại trong các tập đặc biệt (kéo dài hai tập) của Người ấy là ai kết đôi thành công. | [ 14 ] |
| 13-14: Tập đặc biệt | 31 tháng 7 năm 2020 – 7 tháng 8 năm 2020 | Hương Giang (2) | Đức Phúc (4) Hòa Minzy (2) Gil Lê (3) ViruSs Ngô Kiến Huy (2)   | Matt Liu       | Hương Giang - Matt Liu là cặp đôi đầu tiên và duy nhất tính đến thời điểm hiện tại trong các tập đặc biệt (kéo dài hai tập) của Người ấy là ai kết đôi thành công. | [ 14 ] |
| 13-14: Tập đặc biệt | 31 tháng 7 năm 2020 – 7 tháng 8 năm 2020 | Hương Giang (2) | Đức Phúc (4) Hòa Minzy (2) Gil Lê (3) ViruSs Ngô Kiến Huy (2)   | Lê Hoàng       | Hương Giang - Matt Liu là cặp đôi đầu tiên và duy nhất tính đến thời điểm hiện tại trong các tập đặc biệt (kéo dài hai tập) của Người ấy là ai kết đôi thành công. | [ 14 ] |
| 13-14: Tập đặc biệt | 31 tháng 7 năm 2020 – 7 tháng 8 năm 2020 | Hương Giang (2) | Đức Phúc (4) Hòa Minzy (2) Gil Lê (3) ViruSs Ngô Kiến Huy (2)   | Huy Kai        | Hương Giang - Matt Liu là cặp đôi đầu tiên và duy nhất tính đến thời điểm hiện tại trong các tập đặc biệt (kéo dài hai tập) của Người ấy là ai kết đôi thành công. | [ 14 ] |
| 15                  | 21 tháng 8 năm 2020                      | Mai Tường Vân   | Hương Giang Vũ Cát Tường (2) Thuận Nguyễn (2) Phương Mai (2)    | Hồng Sơn       | Tập này và tập của Lý Nhã Kỳ, Liên Bỉnh Phát, Gin Tuấn Kiệt, nữ chính Hoàng Linh (em gái Hoàng Thùy) được chương trình xác nhận là bị hỏng file ghi hình, phải gửi sang Singapore để sửa chữa. Tuy nhiên, chỉ có tập này được phục hồi thành công, tập còn lại đã bị hỏng quá nghiêm trọng và không thể phát sóng. | [ 15 ] |
| 15                  | 21 tháng 8 năm 2020                      | Mai Tường Vân   | Hương Giang Vũ Cát Tường (2) Thuận Nguyễn (2) Phương Mai (2)    | Mạnh Hà        | Tập này và tập của Lý Nhã Kỳ, Liên Bỉnh Phát, Gin Tuấn Kiệt, nữ chính Hoàng Linh (em gái Hoàng Thùy) được chương trình xác nhận là bị hỏng file ghi hình, phải gửi sang Singapore để sửa chữa. Tuy nhiên, chỉ có tập này được phục hồi thành công, tập còn lại đã bị hỏng quá nghiêm trọng và không thể phát sóng. | [ 15 ] |
| 15                  | 21 tháng 8 năm 2020                      | Mai Tường Vân   | Hương Giang Vũ Cát Tường (2) Thuận Nguyễn (2) Phương Mai (2)    | Bảo Ân         | Tập này và tập của Lý Nhã Kỳ, Liên Bỉnh Phát, Gin Tuấn Kiệt, nữ chính Hoàng Linh (em gái Hoàng Thùy) được chương trình xác nhận là bị hỏng file ghi hình, phải gửi sang Singapore để sửa chữa. Tuy nhiên, chỉ có tập này được phục hồi thành công, tập còn lại đã bị hỏng quá nghiêm trọng và không thể phát sóng. | [ 15 ] |
| 15                  | 21 tháng 8 năm 2020                      | Mai Tường Vân   | Hương Giang Vũ Cát Tường (2) Thuận Nguyễn (2) Phương Mai (2)    | Vinh An        | Tập này và tập của Lý Nhã Kỳ, Liên Bỉnh Phát, Gin Tuấn Kiệt, nữ chính Hoàng Linh (em gái Hoàng Thùy) được chương trình xác nhận là bị hỏng file ghi hình, phải gửi sang Singapore để sửa chữa. Tuy nhiên, chỉ có tập này được phục hồi thành công, tập còn lại đã bị hỏng quá nghiêm trọng và không thể phát sóng. | [ 15 ] |
| 15                  | 21 tháng 8 năm 2020                      | Mai Tường Vân   | Hương Giang Vũ Cát Tường (2) Thuận Nguyễn (2) Phương Mai (2)    | Minh Anh       | Tập này và tập của Lý Nhã Kỳ, Liên Bỉnh Phát, Gin Tuấn Kiệt, nữ chính Hoàng Linh (em gái Hoàng Thùy) được chương trình xác nhận là bị hỏng file ghi hình, phải gửi sang Singapore để sửa chữa. Tuy nhiên, chỉ có tập này được phục hồi thành công, tập còn lại đã bị hỏng quá nghiêm trọng và không thể phát sóng. | [ 15 ] |